# Курганы (Березновская городская община)
Курганы (укр. Кургани) — село в Березновской городской общине Ровненского района Ровненской области Украины.
До 2020 года входило в Березновский район.
Население по переписи 2001 года составляло 544 человека. Почтовый индекс — 34663. Телефонный код — 3653. Код КОАТУУ — 5620485703.